# Эглет

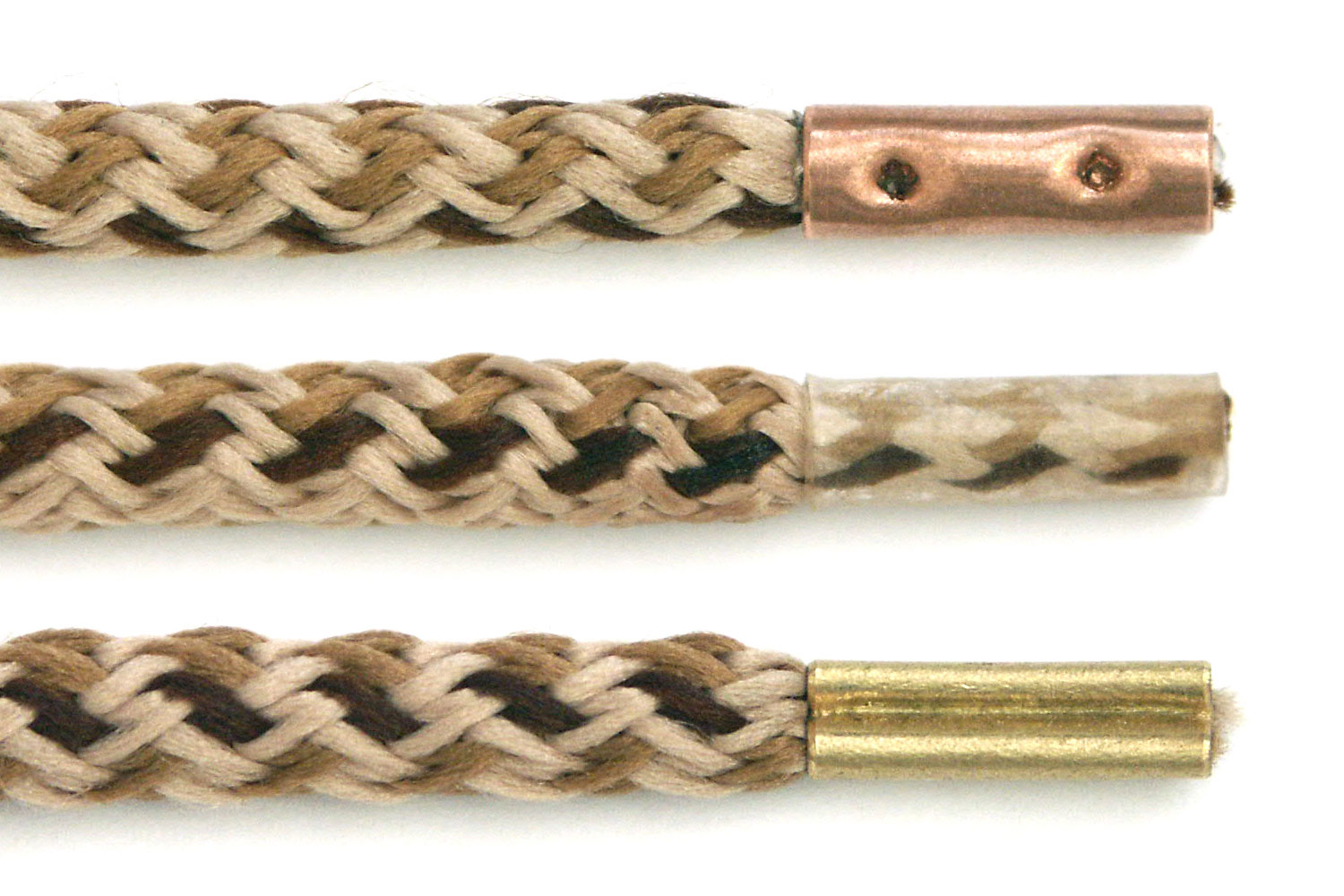
Эглеты разных типов.

Эгле́т (фр. aiglet, англ. aglet), или пистончик  — металлический или пластиковый наконечник шнурка, необходимый для облегчения вдевания шнурков в отверстия и предохранения концов шнурков от расплетания (разлохмачивания).
Среди археологических находок, датируемых XVIII веком, есть несколько объектов, очень похожих на наконечники шнурков.

## Особенности

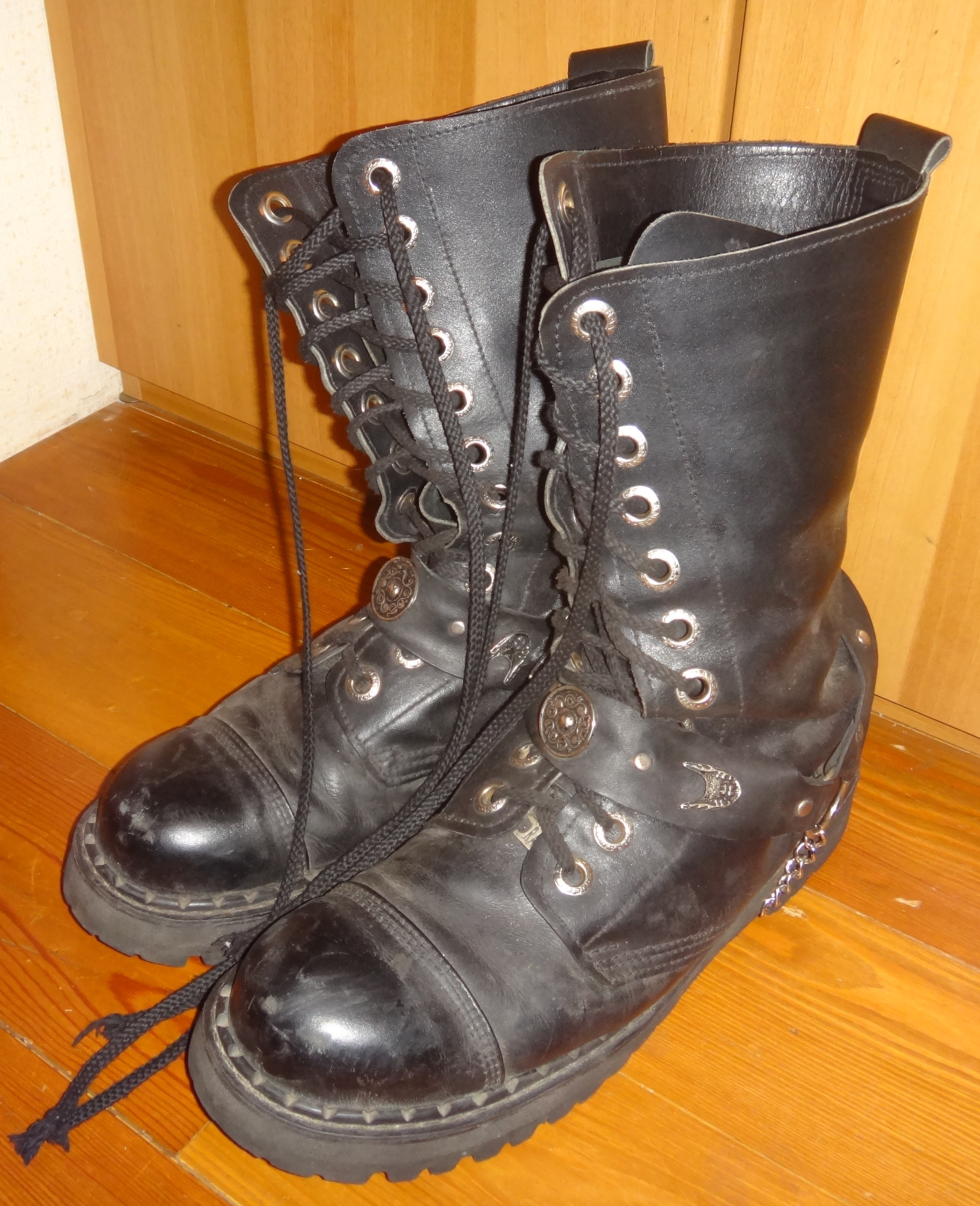
Отсутствие эглетов — узлы на лохматых длинных (больше 2 метров) шнурках протюнингованных 12-блочных рокерских берцев-«гадов» (декорированных шпорами от «казаков») как нонконформная альтернатива запутыванию.

Существует очень тонкая разница между эглетами, имеющими функциональное предназначение, и аксельбантами (в данном случае имеется в виду не отличительный наплечный плетёный шнурок, а его металлический наконечник), используемыми лишь в декоративных целях. Последние обычно используются лишь на декоративных шнурках, таких как галстук Боло или аксельбантах, являющихся частью военной униформы.
Сегодня эглеты чаще делают из пластика, хотя всё ещё встречаются эглеты из металлов, стекла или камня. Некоторые эглеты тем не менее создавались и с декоративными целями из драгоценных металлов, таких как серебро. До изобретения пуговиц они использовались на концах лент, скрепляющих одежду. Иногда эти наконечники выполнялись в виде некоторых фигурок. Уильям Шекспир в своей пьесе «Укрощение строптивой» называл этот тип наконечников «aglet baby».
Самодельные эглеты могут быть сделаны из воска, древесной смолы, клея, скотча, пряжи и некоторых других материалов, а также плавлением конца синтетического шнура.

## В культуре
В телевизионном мультсериале «Финес и Ферб» серия «Слово дня» посвящена слову aglet.